# عمادیه
ئامێدی(به عربی: العمادية) شمالی‌ترین شهر اقلیم کردستان عراق است و در ۱۰۰ کیلومتری شهر موصل و در استان دهوک واقع شده‌است.
این شهر مشرف بر درهٔ رودخانه‌های زاب بزرگ و خابور است و از این‌رو موقعیت راهبردی مهمی دارد.
با این‌که عمادیه تنها ۱۷ کیلومتر با مرز ترکیه فاصله دارد ولی برای رفتن از عمادیه به ترکیه باید از مسیر عمادیه-دهوک-زاخو و مرز ابراهیم خلیل گذر کرد که مسیری ۹۰کیلومتری است.
در این شهر آب‌انبارهای بزرگی برای گردآوری آب باران کنده شده‌است.
در سدهٔ نوزدهم در این شهر ۶ هزار نفر زندگی می‌کردند که ۲۵۰۰ نفر آن‌ها کرد، ۱۹۰۰ نفر یهودی و ۱۶۰۰ نفر کلدانی بودند.
نام این شهر از عمادالدین زنگی گرفته شده که دژ آن را در سال ۱۱۴۲ میلادی بازسازی کرد.
شهر عمادیه بر فراز یک کوه ساخته شده و در قدیم تنها راه رسیدن به آن پلکانی سنگی در دل کوه بود. پس از اخراج خلیفه‌ها از بغداد، عمادیه سده‌های پیاپی زیر فرمانروایی یک پاشا قرار داشت. این پاشا شاهزاده‌ای از خاندان شاهی بنی‌عباس بود و از ثروتمندترین فرمانروایان منطقه به‌شمار می‌آمد. در عمادیه، ویرانه‌های آشوری و ویرانه‌های یک کنیسه و یک کلیسا نیز به چشم می‌خورد.

## پیشینه
عمادیه در قدیم آشِب نام داشت. مسیحیان غربی، عمادیه را زیستگاه مغ‌های زرتشتی ایرانی در دوران باستان می‌دانند.
در زمان ساسانیان، آشب در تقسیمات کشوری ایران جزئی از استان بالا از منطقه دل ایران‌شهر بود.
دژ آشب که از دژهای کردهای حکاری بود به استواری شهرت داشت و فرمانروای آن ابوالهیجاء بن عبدالله نام داشت. پس از مرگ وی، اتابک زنگی که به حکومت موصل و میان‌رودان گماشته شده‌بود دژ آشب را تسخیر کرد و به دست نصیرالدین جقر سپرد. وی دستور داد دژ را ویران کنند و در کنار آن دژی دیگر بسازند و او این دژ را عمادیّه نامید.
تاریخ تسخیر آشب به دست اتابک عمادالدین زنگی بن آق‌سنقر ۲۳ رمضان ۵۳۷ق/۱۱ آوریل ۱۱۴۲م بود.

## نگارخانه

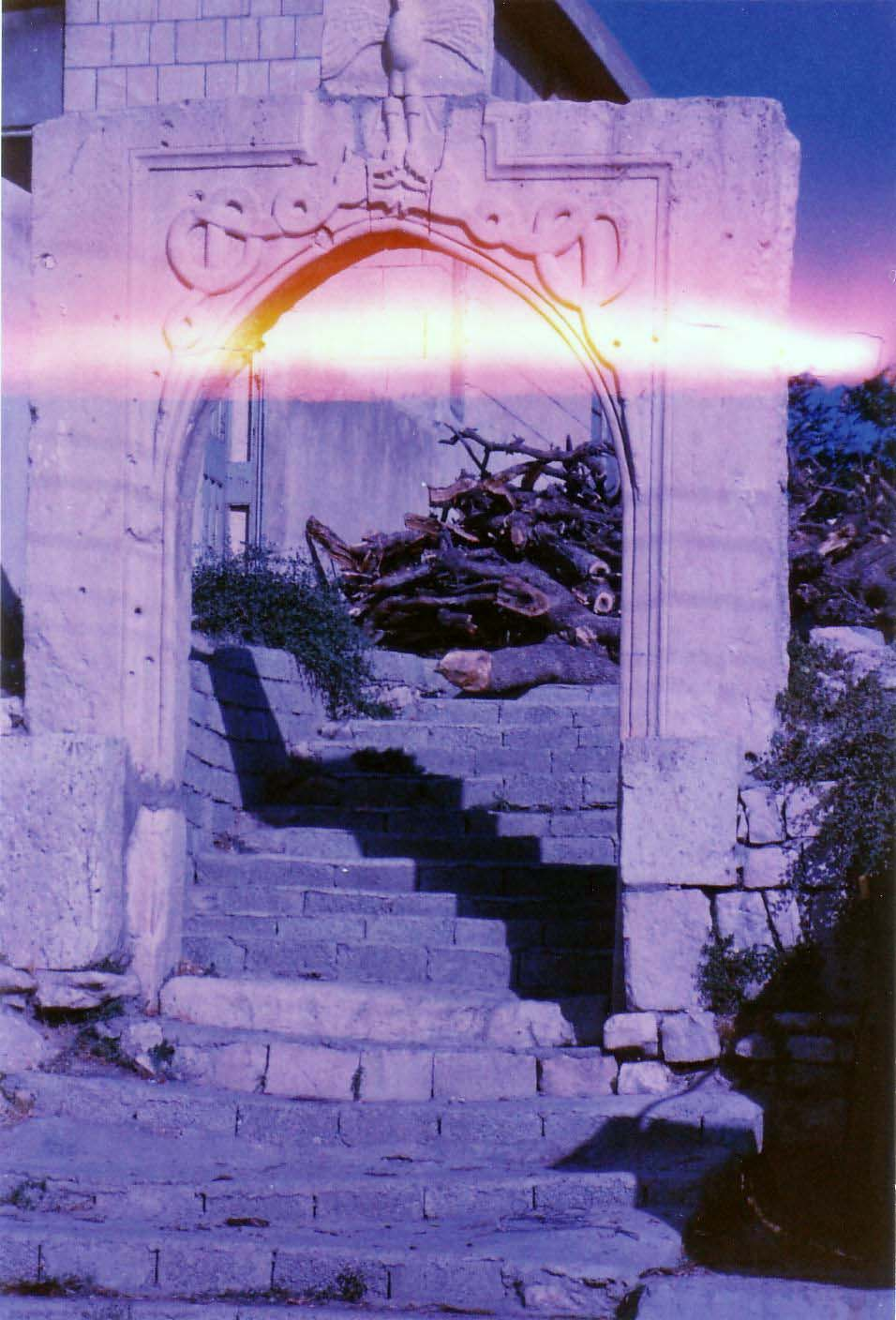
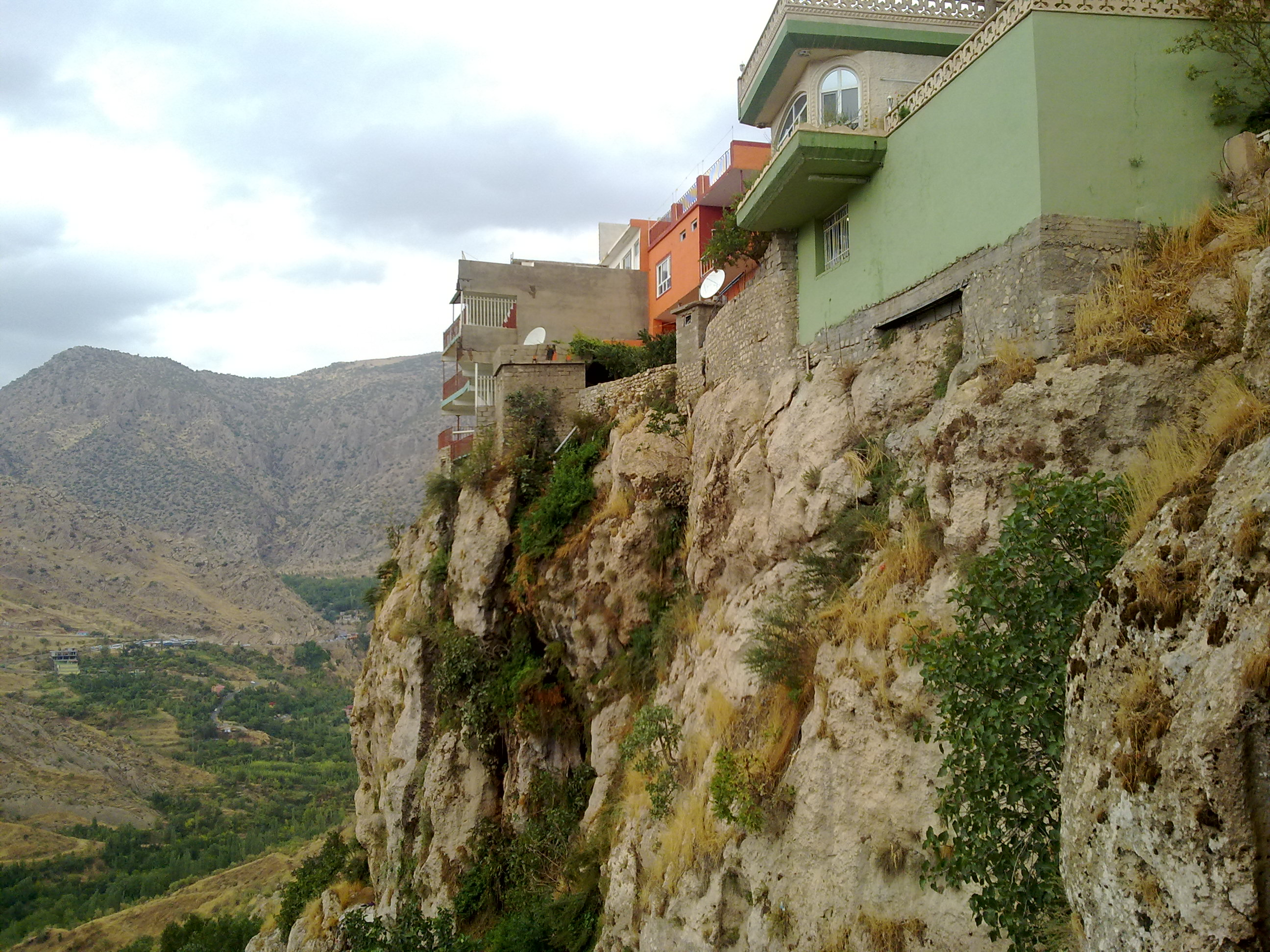